# Daniel Sosah
Daniel Sosah (ur. 21 września 1998 w Akrze) – nigerski piłkarz grający na pozycji napastnika. Od 2023 jest zawodnikiem klubu Krywbas Krzywy Róg.

## Kariera klubowa
Swoją karierę piłkarską Sosah rozpoczął w ghańskim klubie Noble Harrics, w którym zadebiutował w 2016 roku. W sezonie 2016/2017 był piłkarzem izraelskiego Beitaru Nes Tubruk. W sezonie 2017/2018 grał w nigerskim AS FAN, a w latach 2018-2020 w gwinejskim CI Kamsar. W 2021 był zawodnikiem togijskiego VAP FC.
W 2021 roku Sosah został graczem białoruskiego klubu Isłacz Minski Rajon. Swój debiut w nim zaliczył 18 lipca 2021 w zremisowanym 1:1 wyjazdowym meczu ze Sławiją Mozyrz. W Isłaczu grał do końca 2022 roku.
Na początku 2023 roku Sosah przeszedł do ukraińskiego Krywbasu Krzywy Róg. Swój debiut w nim zanotował 8 maja 2023 w przegranym 0:1 domowym meczu z Dynamem Kijów.

## Kariera reprezentacyjna
W reprezentacji Nigru Sosah zadebiutował 9 czerwca 2021 w przegranym 0:1 towarzyskim meczu z Kongiem, rozegranym w Manavgat.